# Södra Hiagölen
Södra Hiagölen är en sjö i Vaggeryds kommun i Småland och ingår i Lagans huvudavrinningsområde.